# Ampari Dogon jezik
Ampari Dogon jezik (ISO 639: aqd; ambange dogon), novopriznati jezik dogonske podskupine voltaško-kongoanskih jezika, velika nigersko-kongoanska porodica. 
Ampari ili ambange dogonski kao i mombo dogonski [dmb] nekada je bio smatran dijalektom jezika kolum so dogon (identifikator dkl, povučen) koji je podijeljen na navedena dva samostalna jezika.